# Abel Boyer
Pour les articles homonymes, voir Boyer.
Abel Boyer, né le 13 juin 1667 à Castres et mort le 16 novembre 1729 à Chelsea, est un lexicographe, historien et traducteur français.

## Biographie
Fils de « Mr Pierre Boyer procur(eur) a la cour & chambre et de damoy(sel)le Catherine de Candomer [Campdomerc] », il est baptisé au temple protestant de Castres le 24 juin 1667, il entama des études à l’académie de Puylaurens que la révocation de l'édit de Nantes ne lui laissa pas le temps d’achever. Passé à l’étranger, il partit pour l’université de Franeker avec son oncle prédicateur, Pierre de Campdomer, puis, dès 1689, se fixa en Angleterre. Il vit tout d'abord dans une grande pauvreté, mais finit par devenir en 1692 le précepteur d'Allen Bathurst puis du duc de Gloucester. Il publie ensuite, en 1699, un dictionnaire bilingue français-anglais, anglais-français, son Dictionnaire royal françois-anglois, et anglois-françois, qui dépassait largement le précédent dictionnaire, dû à Guy Miège, le « héraut de la langue française en Angleterre ».
Le Dictionnaire royal françois-anglois, et anglois-françois, qui a connu plus de 40 éditions en plus de 150 ans, a profité, pour la partie française, des débuts de la lexicographie française monolingue (en particulier le premier Dictionnaire de l’Académie française, de 1694, mais également des dictionnaires d’Antoine Furetière (1690) et de César-Pierre Richelet 1680). En raison de sa qualité, la partie anglaise de ce dictionnaire a également fait fonction, dans la mesure où il n’en existait pas encore, de dictionnaire d’anglais monolingue, et le premier à ce titre puisque le Dictionary of the English Language de Samuel Johnson de 1755, devait beaucoup de à celui de Boyer.
Il mourut, pour ainsi dire, la plume à la main, après avoir publié outre son célèbre Dictionnaire royal françois-anglois, et anglois-françois, de très nombreux ouvrages.

## Publications
- Dictionnaire royal françois-anglois, et anglois-françois, Londres, 1699.Nombreuses rééditions : en 1702 et 1719 aux Pays-Bas (éditions contrefaites), en 1729 (2e édition officielle), puis de multiples rééditions « révisées » jusqu'au début du XIXe siècle.
- (en) The compleat French-master for ladies and gentlemen, 1re édition 1694.Manuel de langue française pour anglophones, qui connut un immense succès et de nombreuses réimpressions.

Il publia aussi des ouvrages historiques en anglais et traduisit en français le Caton de Joseph Addison et en anglais Les Aventures de Télémaque de Fénelon.

## Traductions
- The compleat French-master for ladies and gentlemen: being a new method, to learn with ease and delight the French tongue, 1694.
- Character of the Virtues and Views of the Age, 1695.
- A Geographical and Historical Description of those Parts of Europe which are the Seat of War, 1696.
- The royal dictionary : In two parts. First, French and English. Secondly, English and French, 1699.
- Achilles, or, Iphigenia in Aulis a tragedy as it is acted at the Theatre Royal in Drury-lane , 1700.
- The Wise and Ingenious Companion, French and English, 1700.
- The Draughts of the most Remarkable Fortified Towns of Europe, 1701.
- The History of King William the Third, 3 vols, 1702-3.
- Theory and Practice of Architecture, 1703.
- The History of the Reign of Queen Anne Digested into Annals, 1703–13.
- An Account of the State and Progress of the Present Negotiation of Peace, 1711.
- Les soupirs de l'Europe etc., or, The groans of Europe at the prospect of the present posture of affairs, 1713, tr. from Jean Dumont.
- A Philological Essay, or, Reflections on the Death of Free-Thinkers, 1713, tr. from André-François Deslandes.
- Memoirs of the Life and Negotiations of Sir William Temple, 1714.
- Compleat and Impartial History of the Impeachments of the Last Ministry, 1716.
- The Interest of Great Britain, 1716.
- (Anon.) Animadversions and Observations, 1718.
- History of Queen Anne, 1722, second edition 1735, with maps and plans illustrating Marlborough's campaigns, and "a regular series of all the medals that were struck to commemorate the great events of this reign".
- (Anon.) Memoirs of the Life and Negotiations of Sir William Temple, Bart., containing the most important occurrences and the most secret springs of affairs in Christendom from the year 1655 to the year 1681; with an account of Sir W. Temple's writings, 1714, second edition 1715.
- (with J. Innes) Le Grand Theatre de l'Honneur, French and English, 1729, containing a dictionary of heraldic terms and a treatise on heraldry, with engravings of the arms of the sovereign princes and states of Europe. Published by subscription and dedicated to Frederick, Prince of Wales.

## Sources
- Charles Dezobry et Théodore Bachelet, Dictionnaire général de biographie et d’histoire : de mythologie, de géographie ancienne et moderne comparée, des antiquités et des institutions grecques, romaines, françaises et étrangères, Paris, Charles Delagrave, 1869, 5e éd., 1468 p. (lire en ligne), p. 361.
- Maurice Tourneux, Revue d'histoire littéraire de la France, t. 38 de la Société de publications romanes et françaises, Paris, Armand Colin, 1906 (lire en ligne), p. 323.